# Geōrgios Karaiskakīs
Geōrgios Karaiskakīs, nome con cui è meglio conosciuto Georgios Iskos (Mavrommati, 23 gennaio 1782 – Il Pireo, 23 aprile 1827), è stato un patriota greco.
Nel 1807 conobbe il funzionario Giovanni Capodistria, con il quale strinse una forte amicizia.
Dopo aver partecipato all'assedio di Missolungi si oppose al generale Theodoros Kolokotronis a favore del governo civile.
Nel 1827 aiutò Capodistria a diventare presidente della repubblica, ma poco dopo cadde in combattimento a Falero nuova (Nea Falirou, parte del comune del Pireo).